# Komrat
Komrat (romunsko Comrat, cirilični zapis Комрат) je mesto in središče istoimenske občine na jugu Moldavije ter glavno mesto avtonomne pokrajine Gagavzije. Leta 2014 je imelo 20 113 prebivalcev, med katerimi so večino predstavljali Gagavzi.

## Zemljepis
Komrat leži na desnem bregu reke Jalpug (Ialpug), ki izvira severno od mesta in se južneje v Ukrajini izliva v Donavo. Od Kišinjeva je oddaljen okoli 100 kilometrov, drugo največje gagavško mesto Ceadîr-Lunga pa leži okoli 35 km vzhodno. Skozi mesto poteka evropska pot E584 Slobozia–Kišinjev–Poltava. Železniška postaja Komrat se nahaja v okoli 7 km oddaljenem naselju Budžak (Bugeac / Bucak).
Pokrajina okoli Komrata je enolična valovita ravnica z naravno travnato stepsko vegetacijo ter polji žitaric in sončnic. Mesto leži na približno 64 metrih nadmorske višine, okoliški griči pa dosežejo višino do 200 metrov. Poletja so topla, zime so hladne in vlažne, obdobje brez zmrzali pa traja do 200 dni; letna količina padavin je v letih 2009 do 2012 znašala 438–613 mm. Griči, pokriti z debelo plastjo zemlje črnice, ter podnebje so zelo primerni za vinogradništvo. Pridelujejo se večinoma rdeča sladka in desertna vina, ki se izvažajo v Rusijo.

## Zgodovina
Glede na arheološke raziskave je bilo območje Komrata poseljeno že v antiki. Prvi vir, v katerem je omenjena vas Komrat, naj bi segali v leto 1443, le nekaj let po prvi omembi Kišinjeva (1436). Območje je tedaj pripadalo Kneževini Moldaviji; v 16. stoletju je prišlo pod osmansko nadvlado. Po splošnem prepričanju je bilo mesto ustanovljeno v drugi polovici 18. stoletja, kot letnica se najpogosteje navaja 1789. Od 1780. let do poznega 19. stoletja so se na ozemlje južne Besarabije priseljevali pravoslavni Gagavzi in Bolgari, ki so bežali pred verskim zatiranjem v osmanski Bolgariji. Tedanji opazovalci pogosto niso razlikovali med tema etničnima skupinama. Z Bukareškim mirom leta 1812 je območje Besarabije do zahodne meje na Prutu dobila Rusija. Sledila je politika rusifikacije, usmerjena predvsem proti Romunom, ki so živeli v državi. Kot rezultat tretjega pariškega miru leta 1856 so bila tri južna besarabska okrožja Cahul, Bolgrad in Ismail – na vzhodni meji slednjega je bil Komrat – dodeljena Kneževini Moldaviji. Na berlinskem kongresu leta 1878 je bila priznana neodvisnost Romunije od Osmanskega cesarstva, vendar je država morala južna besarabska okrožja vrniti Rusiji. Med rusko-turško vojno 1877–78 so ruske čete tri leta zasedale Bolgarijo, kar je Gagavzom olajšalo izselitev v Besarabijo.
Do leta 1917 je obstajala ruska Besarabska gubernija. Med svetovnima vojnama je bila Besarabija del Velike Romunije vse do sovjetske invazije junija 1940. Julija 1941 sta to ozemlje okupirali Romunija in nacistična Nemčija. Romunski medvojni fašistični režim je večino Judov iz Besarabije zaprl v taborišča in jih deportiral v Pridnestrje, kjer je večina izgubila življenje, vključno z Judi iz Komrata.
Po ponovnem sovjetskem zavzetju leta 1944 je Besarabija pripadla Moldavski sovjetski socialistični republiki. Leta 1957 je Komrat uradno dobil mestne pravice. V sovjetskem obdobju so v njem delovali obrati za predelavo mleka, vinske kleti in tovarna preprog z moldavskimi narodnimi motivi. Število prebivalcev se je s 14 142 leta 1959 povečalo na 21 093 leta 1970. Leta 1989 je bilo prebivalcev 25 800. 
Z razpadom Sovjetske zveze se je med Gagavzi pojavilo gibanje, ki je zahtevalo neodvisnost. Ko so se politične napetosti med novoustanovljeno moldavsko stranko in rusko vlado povečale, so jeseni 1989 gagavški voditelji razglasili avtonomno republiko. Avgusta 1990 se je za samostojno državo proglasila Gagavška republika s sedežem v Komratu. Nasilne spopade med moldavskimi in gagavškimi paravojaškimi tvorbami je preprečilo posredovanje ruskih čet. Decembra 1994 so dosegli sporazum, se odrekli neodvisnosti in se vključili v Moldavijo kot avtonomna ozemeljska enota Gagavzija (Gagauz Yeri).
Po osamosvojitvi se je zaradi gospodarskega zloma države veliko prebivalcev izselilo v tujino. Leta 2004 jih je bilo 23 327. Od tega se jih je 16 993 opredelilo kot Gagavzi (okoli 73 odstotkov), 2067 kot Moldavci (8,9 odstotka), 1711 kot Rusi (7,3 odstotka), 1121 kot Ukrajinci (4,8 odstotka), 1065 kot Bolgari (4,6 odstotka), 108 kot Romi, 16 kot Poljaki, 13 kot Romuni in 7 kot Judje. Leta 2002 je bila ustanovljena Državna univerza Komrat. V nasprotju s separatističnim Pridnestrjem, ki se je bilo v času Sovjetske zveze razvilo v središče za težko industrijo in proizvodnjo električne energije, je Gagavzija še vedno ena najrevnejših regij v Moldaviji in je finančno odvisna od Kišinjeva.